# 天塩弥生駅

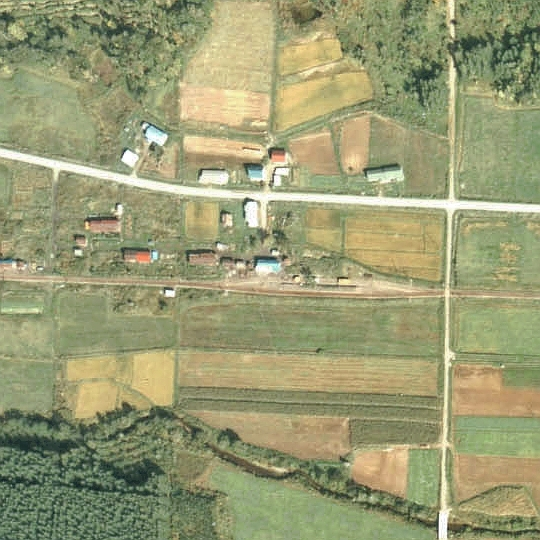
1977年の天塩弥生駅と周囲約500m範囲。右が名寄方面。島式ホーム状だが駅舎側は貨物線で、単式ホーム1面1線。

天塩弥生駅（てしおやよいえき）は、北海道（上川支庁）名寄市字弥生にかつて存在した、北海道旅客鉄道（JR北海道）深名線の駅（廃駅）である。事務管理コードは▲121415。

## 歴史
- 1937年（昭和12年）11月10日 - 鉄道省名雨線の名寄駅 - 当駅間開通に伴い、初茶志内駅（はっちゃしない）として開業[3][4]。一般駅[5]。
- 1941年（昭和16年）10月10日 - 当駅 - 朱鞠内駅間が延伸開業し、全通。路線名を深名線に改称、それに伴い同線の駅となる。
- 1949年（昭和24年）6月1日 - 日本国有鉄道に移管。
- 1951年（昭和26年）7月20日 - 天塩弥生駅に改称[6]。
- 1960年（昭和35年）9月15日 - 貨物・荷物の取り扱いを廃止[1][7]。
- 1982年（昭和57年）3月29日 - 無人駅化[8][7][9]。
- 1987年（昭和62年）4月1日 - 国鉄分割民営化により、JR北海道に継承[1]。
- 1995年（平成7年）9月4日 - 深名線の全線廃止に伴い、廃駅となる[4][10]。

### 駅名の由来
旧駅名の「初茶志内」は、アイヌ語の「ハッチャウㇱナイ（hat-cha-us-nay）」（ヤマブドウを・摘む・いつもする・沢〔＝いつもそこでヤマブドウをとる沢〕）に由来する。
その後、当駅が所在した地名から「弥生」の名称を採用し、既に幌内線に弥生駅があったことから旧国名の「天塩」を冠した。

## 駅構造
廃止時点で、1面1線の島式ホーム（片面使用）を有する地上駅であった。ホームは線路の北側（名寄方面に向かって左手側）に存在した。分岐器を持たない棒線駅となっていた。かつては1面2線の島式ホームを有する列車交換可能な交換駅であり、ここを始発・終着とする名寄駅からの区間列車も1980年（昭和55年）10月1日ダイヤ改正前まで運転されていた。そのほか、駅舎側の線から駅舎側に分岐し駅舎東側の貨物ホームへの貨物側線を1線有していた。使われなくなった駅舎側の1線は交換設備運用廃止後に撤去された。貨物側線は1983年（昭和58年）4月時点では、分岐器が深川方、名寄方の両方向とも維持されていた形で残存していたが、1993年（平成5年）までに撤去された。ホーム前後の線路は分岐器の名残で湾曲していた。
無人駅となっていたが、有人駅時代の木造駅舎が改築されて残っていた。駅舎は構内の北側に位置し、ホーム西側とを結ぶ通路で連絡した。駅舎は無人化後に縮小され、待合室部分のみの間口の狭い建物となっていた（1993年（平成5年）時点ではこの形状）。

## 利用状況
- 1981年度（昭和56年度）の1日当たりの乗降客数は22人[14]。
- 1992年度（平成4年度）の1日当たりの乗降客数は4人[12]。

## 駅周辺
名寄市内の山間に位置した。
- 北海道道798号西風連名寄線
- 弥生共同墓地
- 初茶志内山 - 駅の南。標高201m。
- ジェイ・アール北海道バス深名線「天塩弥生」停留所

## 駅跡

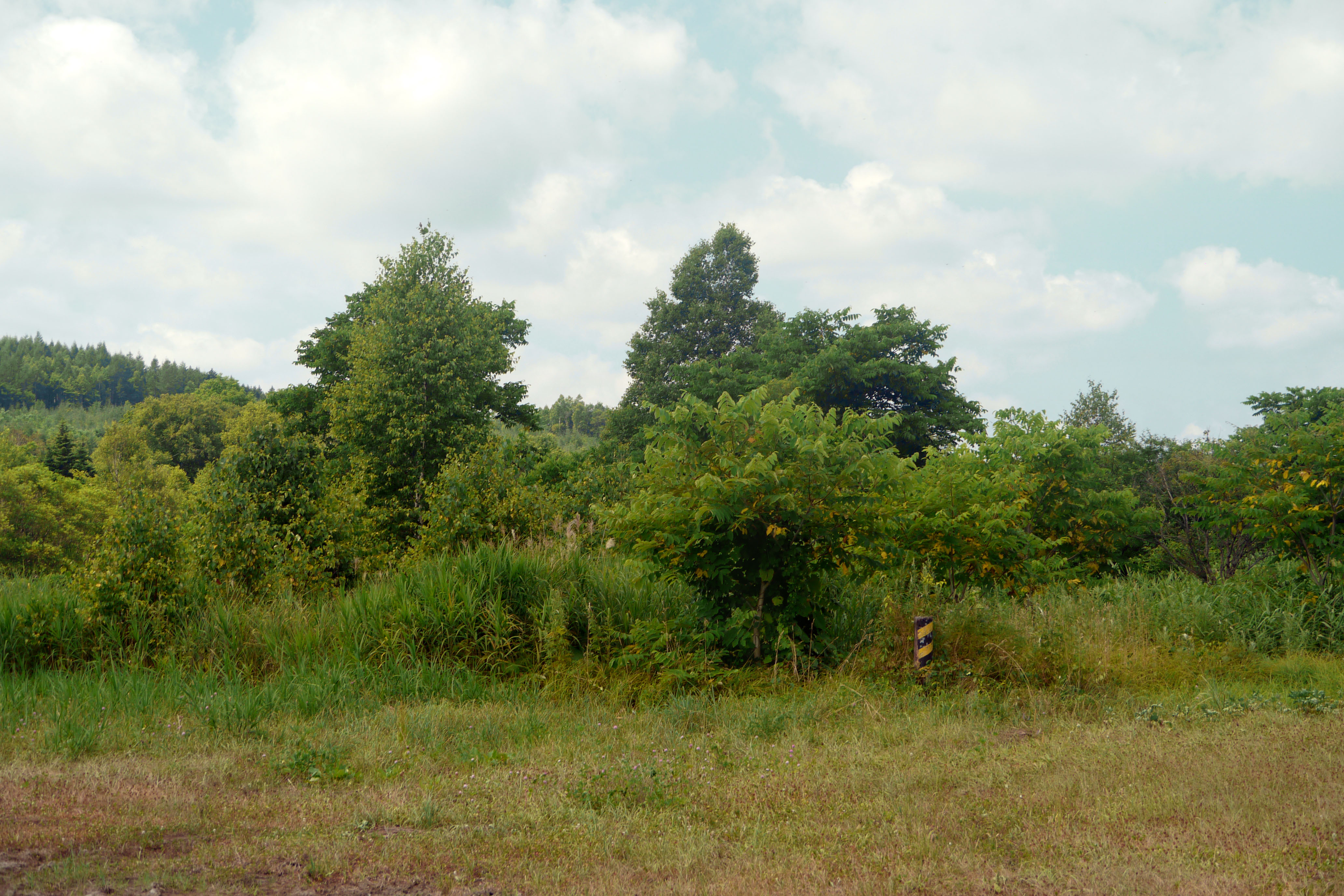
駅跡　(2011年8月8日)

駅舎やホームは廃駅後しばらく放置された後、1998年（平成10年）に全て解体され、駅跡地は整地された。2000年（平成12年）時点では跡地が残るのみで、2010年（平成22年）時点では民家の裏の荒廃した空き地となっていた。2011年（平成23年）時点では駅付近の線路跡が確認でき、バラストが残存していた。駅名標のレプリカが名寄市の「名寄市北国博物館」にキマロキ編成とともに保存されている。
2015年（平成27年）、ある夫妻が天塩弥生駅跡地と周辺の土地を名寄市から購入し、2016年（平成28年）3月26日から「天塩弥生駅」の屋号で、昭和40年代までに建設された道内の駅舎をイメージした民宿を営業している。

## 隣の駅
北海道旅客鉄道
深名線
北母子里駅 - 天塩弥生駅 - 西名寄駅